# Renault Vivasix
La Vivasix est une automobile fabriquée par Renault.

## Types
- PG1: Adaptation de la Renault 15CV type PG, ouïes de refroidissement verticales sur le capot.
- PG2: Évolution de la PG1, cadre surbaissé, ouïes de refroidissement verticales sur le capot.
- PG3: Évolution de la PG2, le radiateur est placé à l'avant du moteur, calandre à ailettes horizontales. Plus d'ouïes latérales sur le capot.
- PG4: Évolution de la PG3, Ouïes latérales sur le capot.

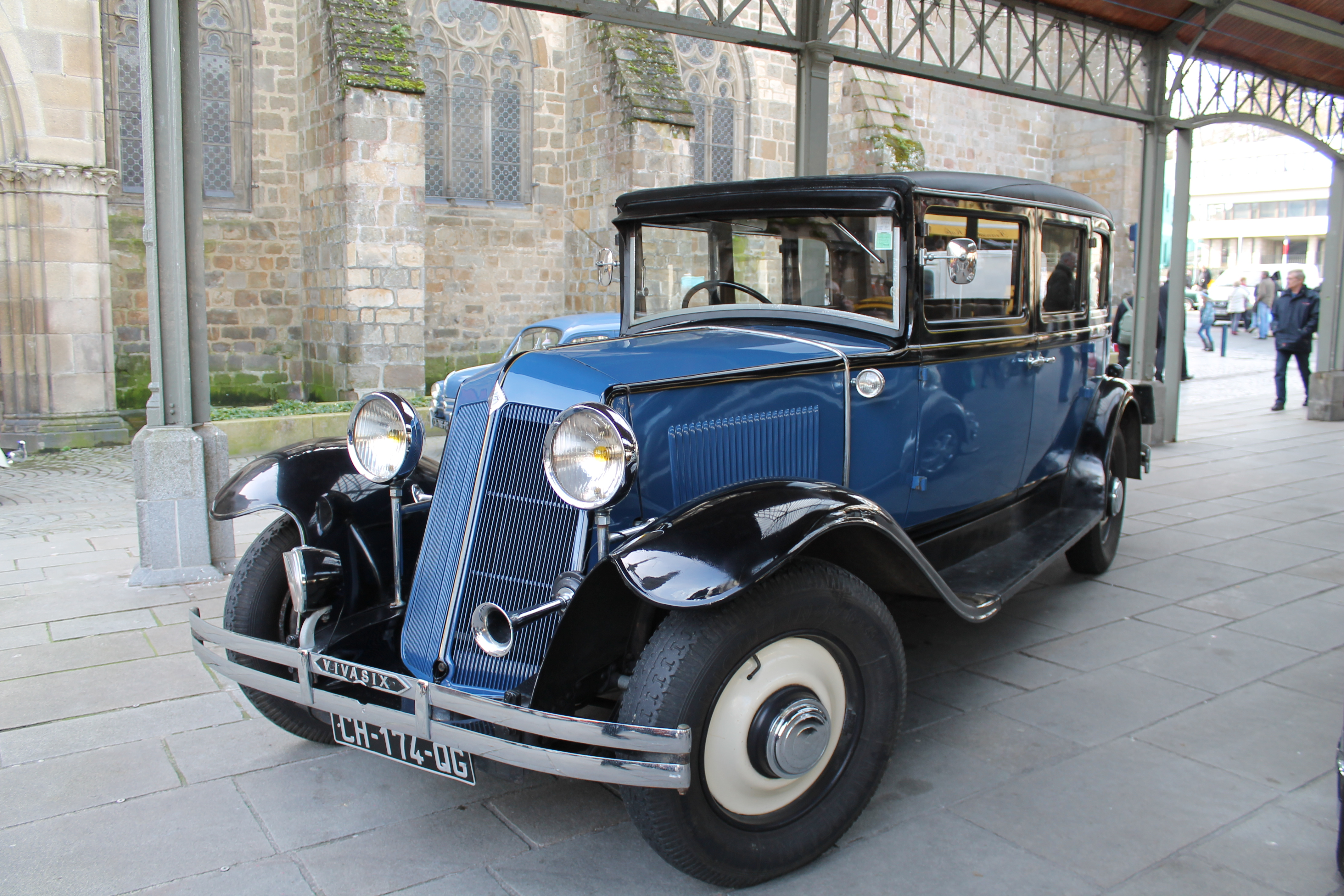
Renault Vivasix PG4

## Compétition
Une Vivasix remporte le Grand Prix du Maroc en 1928 dans la catégorie Sport 3 litres.